# Мурзін Євген Олександрович
Євген Олександрович Мурзін (1914—1970) — російський інженер, конструктор, винахідник синтезатора АНС.

## Біографія
У 1938 р. закінчив Московський інститут інженерів комунального будівництва, в 1941 р. аспірантуру цього ж інституту. Під час війни закінчив курси воєнтехніків при Артилерійській академії ім. Дзержинського.
Як військовий винахідник старший технік — лейтенант Мурзін в 1942 р. був направлений в НДІ-5 для реалізації свого винаходу — електромеханічного ПУАЗО.
Під керівництвом Мурзіна проводилася розробка та випробування на полігонах і в бойових умовах приладів управління вогнем наземної артилерії, прийняття їх на озброєння.
У 1945 році захистив у МВТУ кандидатську дисертацію з цієї тематики. Надалі займався розробкою апаратури звукометричної розвідки наземної артилерії, приладових методів наведення винищувачів-перехоплювачів на бомбардувальники супротивника.
У 1949-50рр — заступник головного конструктора апаратури обладнання КП авіаційних з'єднань ВПС для управління і наведення винищувачів Ясень-1.
У 1951-53рр — Головний конструктор апаратури командного пункту наведення і управління винищувального авіаційного корпусу ППО країни — Ясень-2. Ним були розроблені і надалі реалізовані принципи управління активними засобами ППО.

## АНС
У 1938 р. Є.Мурзін запропонував проект універсального синтезатора звуків «АНС». Названий на честь Олександра Миколайовича Скрябіна «АНС». Проект був представлений Янковському Б. А. і проф. Гарбузову Н. А. в Московську консерваторію. Проте за браком коштів і бажання серед посадових осіб, Мурзін вимушений був втілювати ідею самотужки за власні кошти, роботи проводилися на дачі інженера. На побудову синтезатора пішло понад 12 років, лише 1958 року синтезатор був готовий для використання.
АНС швидко здобув визнання. Він був з успіхом представлений на виставках в Генуї, проте Мурзін відмовився від пропозиції західних бізнесменів продати інструмент. На батьківщині Мурзін не отримав за винахід жодних регалій. Лише в 1967 році АНС було розміщено в будинку-музеї Скрябіна, організована експериментальна студія, в якій працювали Артем'єв, Шнітке, Губайдуліна.
Помер Мурзін 1970 року після тривалої хвороби. Невдовзі після його смерті студія електронної музики була закрита, а його інструмент відсторонено від композиторів до занепаду СРСР в 1990-х.